# Dorfkirche Großstöbnitz

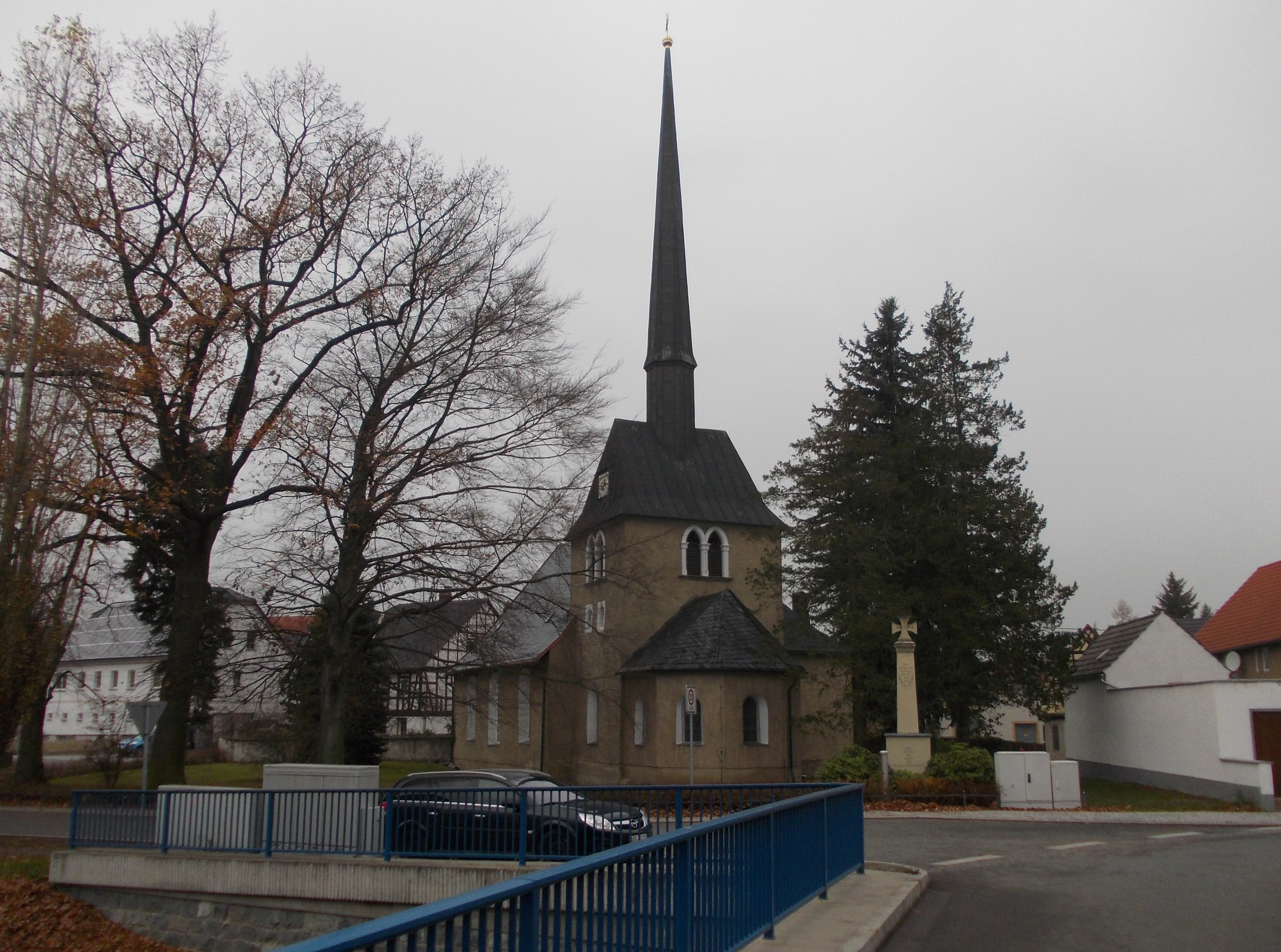
Die Kirche

Die evangelisch-lutherische Dorfkirche Großstöbnitz steht im Ortsteil Großstöbnitz der Stadt Schmölln im Landkreis Altenburger Land in Thüringen.

## Geschichte und Architektur
Die auf eine romanische Anlage zurückreichende Kirche war jahrelang durch ihren schiefen Turm bekannt, der als Chorturm  auf dem romanischen Chorrechteck aus der Zeit um 1200 erbaut ist. Der Chor wurde spätgotisch umgestaltet und mit einem Fünfachtelschluss versehen. Aus dieser Zeit stammt auch das breite, 1706 verlängerte und zuletzt 1949 restaurierte Kirchenschiff. Das Schiff wird wie das Chorrechteck durch eine Kassettendecke aus dem Jahr 1661 abgeschlossen. Im Chorschluss ist ein Kreuzrippengewölbe eingezogen. Die Kirchturmuhr besitzt keine Zahlen, sondern zeigt in Buchstaben den Sinnspruch ZEIT IST GNADE. Am Turmobergeschoss sind Vorhangbogenfenster aus der ersten Hälfte des 16. Jahrhunderts zu sehen. Bei einer Restaurierung in den Jahren 1985/1986 wurde der Turmabschluss neu errichtet. Im Jahr 1886 wurde die Kirche regotisiert. Die Ausstattung stammt aus der zweiten Hälfte des 17. Jahrhunderts. Die Orgel ist ein Werk von Hermann Kopp aus dem Jahr 1886 mit acht Registern auf zwei Manualen und Pedal.